# Paranymphon magnidigitatum
Paranymphon magnidigitatum is een zeespin uit de familie Ammotheidae. De soort behoort tot het geslacht Paranymphon. Paranymphon magnidigitatum werd in 1987 voor het eerst wetenschappelijk beschreven door Hong & Kim. 